# Chapitô
 (avril 2012).
- Si vous ne connaissez pas le sujet, laissez ce bandeau (vous pouvez alors contacter les auteurs).
- Si vous supprimez le contenu mis en cause (vous pouvez préalablement contacter les auteurs),

argumentez précisément cette suppression dans la page de discussion
(un manque de référence n'est pas un argument ; une recherche réelle de référence doit avoir été effectuée, être formellement documentée).

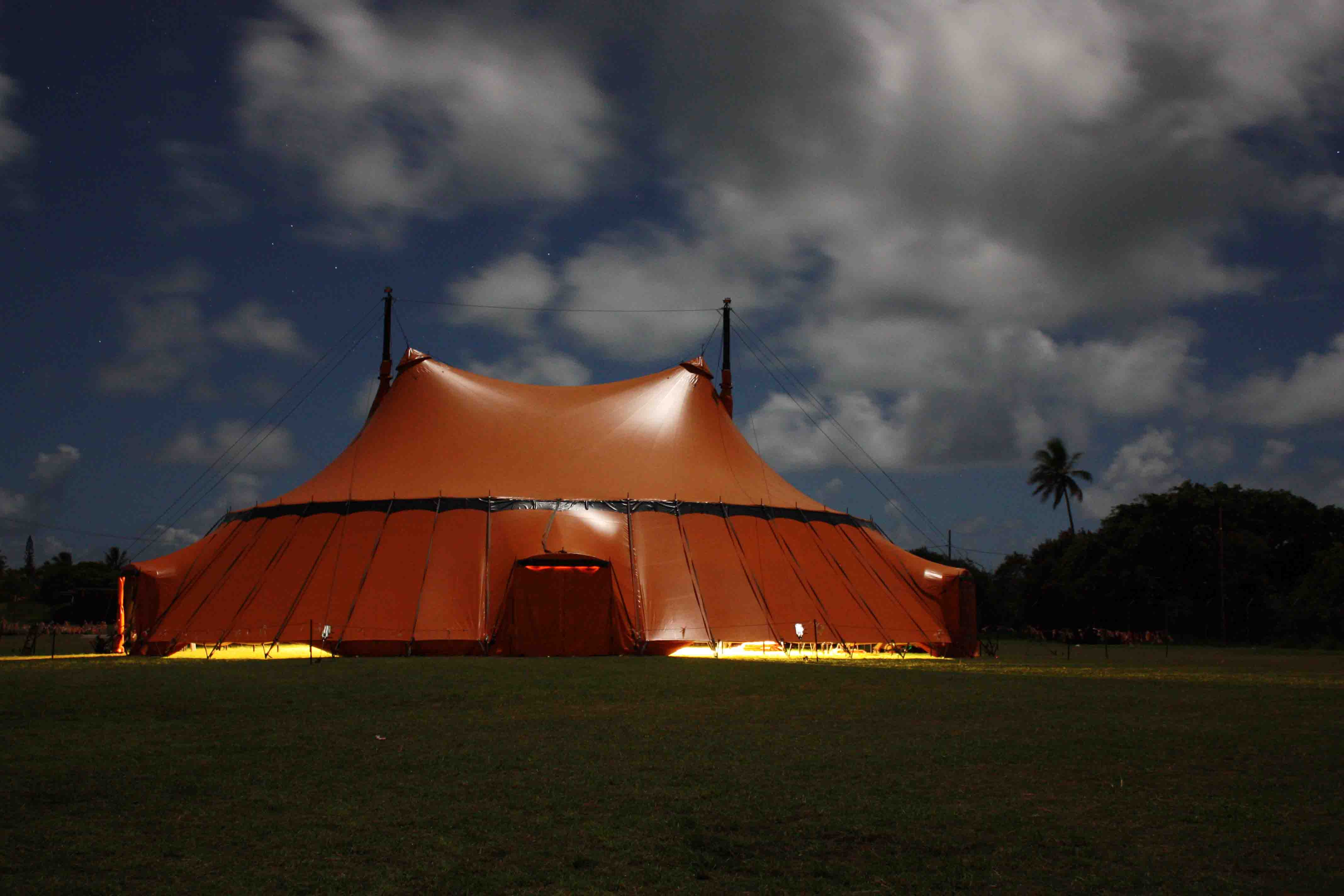
Le Chapitô de Nouvelle-Calédonie en tournée (île des pins, avril 2011)

Le Chapitô de Nouvelle-Calédonie est une structure culturelle itinérante qui sillonne le territoire calédonien pour proposer des spectacles de danse, de théâtre, de conte, de marionnette, de cirque mais aussi des films et des ateliers d'initiation.
Bien que des séances scolaires et des activités à destination des enfants soient souvent organisées, la programmation en soirée est destinée à un public beaucoup plus large.

## Historique
Le Chapitô est une association loi 1901 qui existe depuis 2007. Elle a vu le jour à la suite d'un constat, fait par les artistes du territoire, suivis par les institutions : L'accès au spectacle vivant hors de Nouméa est rendu très difficile à la population en raison de l'éloignement des lieux culturels. En l'absence de lieux de diffusion, les artistes arrivent parfois à tourner avec leurs spectacles, mais ils sont obligés de les modifier et d'en montrer des formes allégées, en particulier au niveau technique, pour éviter d'avoir à déplacer trop de matériel ou d'interprètes.
Le Chapitô répondait donc, à cette époque, à un besoin : la structure permettait de diffuser hors de Nouméa des spectacles dans des conditions proches de celles des grandes salles (Théâtre de l'Île, Centre Culturel Jean-Marie Tjibaou, Centre Culturel du Mont-Dore, FOL, etc). À la suite de ce constat, la metteur-en-scène Anne-Sophie Conan-Arzul fédère autour d'elle les bonnes volonté, rencontre les institutions culturelles du pays pour obtenir des fonds, et fait venir un chapiteau sur mesure, conçu par HMMH pour résister aux conditions tropicales.
En juin 2008, le Chapitô est monté pour la première fois Baie de la Moselle, à Nouméa, avant d'entamer sa première tournée dans les communes du Nord, du Sud et des Îles. À partir de ce moment, le Chapitô visitera chaque année les trois îles Loyauté (Maré, Lifou et Ouvéa), cinq à six communes en Province Nord, trois en Province Sud et trois quartiers dans Nouméa (en raison du rapport de proximité avec les spectateurs amené par la structure, ces implantations permettent de faciliter l'accès à la culture dans les quartiers).
En 2010, le Chapitô vient pour la première fois à l'Île des Pins. Depuis la visite a lieu annuellement. En 2012, le Chapitô est venu pour la première fois sur les îles Bélep.

## Communes visitées par le Chapitô

### En 2008
- Ponérihouen
- Canala
- Poindimié
- Koné
- Koumac
- Poum
- Hienghène
- Ouvéa
- Lifou
- Bourail
- Mont-Dore
- Nouméa (Baie de la Moselle)
- Nouméa (Petite Normandie)
- Nouméa (Magenta)

### En 2009
- Ouégoua
- Touho
- Pouébo
- Koumac
- Voh
- Maré
- Lifou
- Ouvéa
- Yaté
- Thio
- Nouméa (Baie de la Moselle)
- Nouméa (Tindu)
- Nouméa (Magenta)

### En 2010
- Houaïlou
- Kouaoua
- Koné
- Pouembout
- Poya
- Kaala-Gomen
- Maré
- Lifou
- Ouvéa
- Île des Pins
- Bourail
- Nouméa (Baie de la Moselle)
- Nouméa (Baie de Sainte-Marie)
- Nouméa (Quartier du Receving)

### En 2011
- Pouembout
- Poum
- Kaala-Gomen
- Ponérihouen
- Canala
- Maré
- Lifou
- Ouvéa
- Île des Pins
- Mont-Dore
- Dumbéa
- Nouméa (Magenta)

### En 2012
- Pouebo
- Île des Pins

## Évolution actuelle
La première étape de développement était la sensibilisation des spectateurs, aujourd'hui la structure entre dans une deuxième phase, qui consiste à soutenir l'émergence de dynamiques locales. Pour permettre cela, il est nécessaire de trouver des relais sur le terrain avec qui créer des projets culturels à d'autres moments que lors des visites du Chapitô, une visite de 10 à 15 jours tous les trois ans étant insuffisante pour permettre aux habitants d'adopter des pratiques culturelles sur le long terme.
Aussi de nombreux partenariats se sont montés avec d'autres structures culturelles du territoire (ADCK, AFMI, Centre Culturel de Koohnë, Centre Culturel de Hyehen, Maisons de quartier de Nouméa, lycées, associations...) pour favoriser le développement d'une offre culturelle tout au long de l'année et ce sans la présence du chapiteau.
La structure commence donc à créer des projets avec les animateurs, les enseignants, les associations et les habitants rencontrés au long de ses tournées pour faire venir des artistes hors du moment où le Chapitô vient dans une commune. Peu à peu, la structure propose, en plus de ses tournée, un soutien technique au montage de projets, un référencement des artistes et des spectacles du territoire (danse, théâtre, conte...). Le Chapitô soutient également des projets de création issus d'artistes locaux ou résidents comme Paul Wamo, Richard Digoué, Soufiane Karim, Honoré Béaruné, etc.

## Un projet en chantier
Le projet du Chapitô n'est pas figé : le contenu des programmations, les actions menées autour du chapiteau, ou sans lui, changent en fonction du territoire, des habitants et des artistes impliqués. Le projet se veut ouvert et imaginé avec ceux qui désirent s'y impliquer. Le projet se construit en fonction de l'évolution des besoins des habitants, des artistes et des politiques culturelles menées par les institutions.